# آنته دوبمایر
آنته دوبمایر (آلمانی: Annette Dobmeier؛ زادهٔ ۱۰ فوریهٔ ۱۹۶۸) شمشیرباز زن اهل آلمان است.
وی در مسابقات کشوری و بین‌المللی در مجموع برندهٔ ۱ مدال نقره شده‌است.